# Medinilla capitata
Medinilla capitata är en tvåhjärtbladig växtart som beskrevs av Elmer Drew Merrill. Medinilla capitata ingår i släktet Medinilla och familjen Melastomataceae. Inga underarter finns listade i Catalogue of Life.